# Hans Ewald Hansen
Hans Ewald Hansen (ur. 15 lutego 1944 w Nykøbing Falster) – duński piłkarz występujący na pozycji pomocnika.

## Kariera klubowa
Hansen przez całą karierę występował w zespole B 1901. Zadebiutował tam w sezonie 1962 w drugiej lidze. W tamtym sezonie awansował też z klubem do pierwszej ligi. W sezonie 1965 spadł z nim do drugiej ligi, a w sezonie 1968 ponownie awansował do pierwszej. Spędził w niej 11 sezonów, a w 1979 roku znowu spadł do drugiej ligi. W 1980 roku zakończył karierę.

## Kariera reprezentacyjna
W reprezentacji Danii Hansen zadebiutował 8 września 1971 w zremisowanym 0:0 meczu Mistrzostw Nordyckich z Finlandią. W 1972 roku został powołany do kadry na Letnie Igrzyska Olimpijskie, które Dania zakończyła na drugiej rundzie. W latach 1971–1974 w drużynie narodowej rozegrał 14 spotkań i zdobył 1 bramkę.